# Sabadell (flygplats)
Sabadell är en flygplats i Spanien.   Den ligger i provinsen Província de Barcelona och regionen Katalonien, i den östra delen av landet, 500 km öster om huvudstaden Madrid. Sabadell ligger 250 meter över havet.
Terrängen runt Sabadell är platt åt nordost, men åt sydväst är den kuperad.Runt Sabadell är det mycket tätbefolkat, med 10 000 invånare per kvadratkilometer. Närmaste större samhälle är Barcelona, 15,3 km söder om Sabadell. I omgivningarna runt Sabadell växer i huvudsak barrskog.